# トーマス郡 (カンザス州)
トーマス郡 (英: Thomas County、標準省略：TH) はアメリカ合衆国カンザス州に位置する郡である。2000年現在、人口は8,180人である。ここの郡庁所在地はコルビーである。

## 地理
アメリカ合衆国統計局によると、この郡は総人口2,784 km2 (1,075 mi2) である。このうち2,784 km2 (1,075 mi2) が陸地で0 km2 (0 mi2) が水域である。総面積の0.01%が水域となっている。

### 隣接する郡
- ラウリンズ郡 (北)
- デカター郡 (北東)
- シェリダン郡 (東)
- ゴーヴ郡 (南東)
- ローガン郡 (南)
- シャーマン郡 (西)

## 人口動勢

2000年国勢調査に基づくトーマス郡の人口ピラミッド

2000年現在の国勢調査で、この都市は人口8,180人、3,226世帯、及び2,125家族が暮らしている。人口密度は3/km2 (8/mi2) である。1/km2 (3/mi2) の平均的な密度に3,562軒の住宅が建っている。この都市の人種的な構成は白人97.14%、アフリカン・アメリカン0.43%、先住民0.33%、アジア0.27%、太平洋諸島系0.02%、その他の人種0.95%、及び混血0.86%である。ここの人口の1.85%はヒスパニックまたはラテン系である。
この郡内の住民は26.30%が18歳未満の未成年、18歳以上24歳以下が13.50%、25歳以上44歳以下が24.40%、45歳以上64歳以下が21.20%、及び65歳以上が14.60%にわたっている。中央値年齢は35歳である。女性100人ごとに対して男性は94.60人である。18歳以上の女性100人ごとに対して男性は91.50人である。
この郡内の世帯ごとの平均的な収入は37,034米ドルであり、家族ごとの平均的な収入は45,931米ドルである。男性は33,833米ドルに対して女性は21,310米ドルの平均的な収入がある。この郡の一人当たりの収入 (per capita income) は19,028米ドルである。人口の9.70%及び家族の6.60%は貧困線以下である。全人口のうち18歳未満の5.90%及び65歳以上の7.50%は貧困線以下の生活を送っている。

## 都市及び町
- Brewster
- コルビー
- Gem
- Menlo
- レックスフォード (Rexford)

## 郡区
トーマス郡は13の郡区に分かれている。コルビー市は行政上独立であると見なされ郡区向けの国勢調査外観から除外されている。以下の表内の人口中心は、もしかなりの数ならば、郡区の人口総計を含む最大都市である。

## 教育

### 統一された学校区
- Brewster 統一教育学区314号
- Colby 統一教育学区315号
- Golden Plains 統一教育学区316号